# Bergen (Grabenstätt)
Bergen ist ein Gemeindeteil von Grabenstätt im oberbayerischen Landkreis Traunstein. Das Dorf liegt circa vier Kilometer nördlich von Grabenstätt an der Kreisstraße TS 54.

## Baudenkmäler
Siehe auch: Liste der Baudenkmäler in Bergen
- Kapelle, erbaut 1893